# Hermonassa (stad)

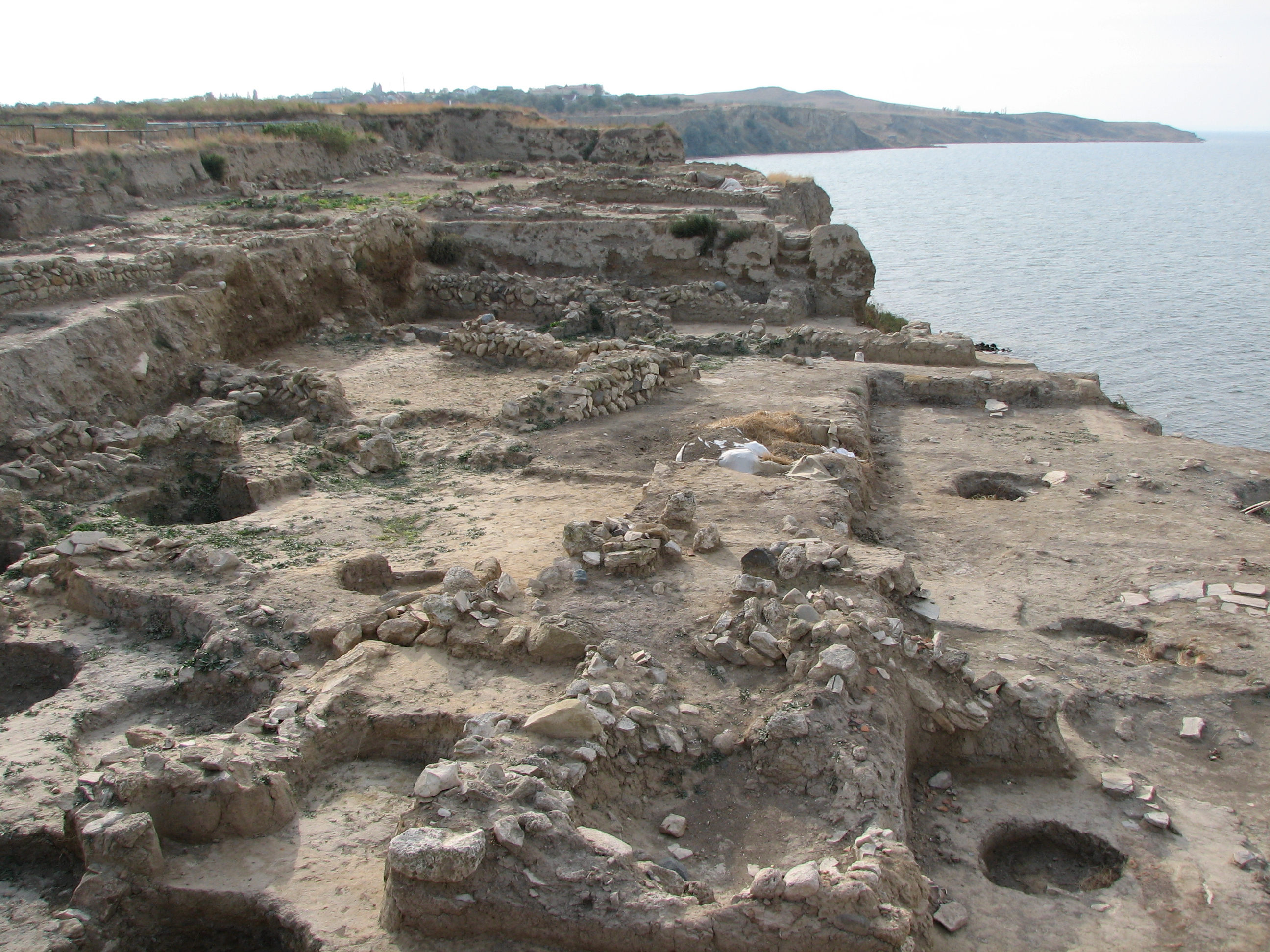
Opgravingen van Hermonassa

Hermonassa was een Pontische stad die waarschijnlijk op een eiland (Sindika) lag dat nu deel uitmaakt van het schiereiland Taman, en samen met Fanagoria onderdeel uitmaakte van het Bosporuskoninkrijk. 
De positie van de plaats werd aan de hand van coördinaten die de Griekse geograaf Ptolemaeus gaf gelokaliseerd bij het plaatsje Sennoj, waar wetenschappers vroeger Fanagoria plaatsten. Bij Taman was toen een andere plaats gevestigd, mogelijk geïdentificeerd met de stad Korokondama.

## Geschiedenis
Voor de komst van de Grieken bevond zich hier vanaf ongeveer 3000 v.Chr. de Majkopcultuur. Later woonden er de Sindi en andere stammen der Maeotae. 
De stad Hermonassa werd in de 6e eeuw v.Chr. gesticht, mogelijk door Eolische kolonisten uit Mytilini (Lesbos) of door Ioniërs van Lesbos. De lokale Sindi stonden niet onwelwillend tegenover de Griekse komst, daar dit de handel vergrootte. Toen Hermonassa echter uitgroeide tot de tweede stad van het koninkrijk Bosporus na Fanagoria, namen de Grieken de landbouwgronden rond de stad in bezit, waarvoor waarschijnlijk een gedeelte van de lokale bevolking moest worden verplaatst. Aan het begin van de 5e eeuw v.Chr. hadden de Griekse steden allemaal verdedigingswerken als muren en torens. 
Tussen Hermonassa en Fanagoria lagen de steden Cepi en Stratoklia. De stad maakte meerdere bloeiperioden door. Uit teksten, manuscripen en inscripties blijkt dat het een typische Griekse stad was met grote tempels en godenbeelden, helden en heersers. De stad had een onregelmatig patroon maar wel functioneel en verbonden de zee en met de koloniën op het vasteland. Aan de noordwestkant lag een kade waar schepen konden aanleggen. De zeehandel was destijds erg belangrijk voor de stad. De meeste wegen liepen zuidoostwaarts. Deze wegen werden van groot belang voor de landbouw toen de zeehandel verminderde door een economische crisis in de laat-klassieke oudheid in Griekenland.
In Hermonassa bevonden zich heiligdommen van Apollon en Aphrodite. Ook stonden er beelden van de Romeinse keizers Augustus en Vespasianus I en de Bosporuskoningen Sauromates I en Sauromates II.
Er bestaat een legende dat er in de stad een meer was waar gladiatoren moesten vechten op het water, maar hier is tot op heden geen bewijs voor geleverd.

## Verdere geschiedenis
Bij de val van het koninkrijk in de 4e eeuw werd de plaats verwoest door de Hunnen. 
In de 6e eeuw begon het Byzantijnse Rijk het te koloniseren en vestigden zich er weer Grieken, nog tijdens de heerschappij van de Hunnen. Halverwege de 6e eeuw werden de Hunnen door keizer Justinianus II verjaagd. De stad werd hernoemd tot Tamatarcha (of Ta Matarcha). Onder de Byzantijnen breidde het christendom zich uit over het gebied. 
De Chazaren veroverden het gebied in de 7e eeuw en noemden het Matluka (of Tamatarka) als onderdeel van Groot-Bulgaarse Rijk. In de 9e eeuw was het een grote internationale haven, waar Grieken, Joden, Armenen en Chazaren woonden. Mogelijk is het dezelfde stad als Samkerts (of Samkush), dat wordt genoemd in Chazaarse documenten uit de 10e eeuw (in het Hebreeuws) en als Joods Samkush door de Arabieren, wat zou kunnen wijzen op een grote joodse bevolking of de verspreiding van het jodendom in Chazarië. 
Na de verovering in 965 door Svjatoslav I werd het onderdeel van het Kievse Rijk en ontstond er de stad Tmoetarakan. In de 12e eeuw werd het onderdeel van het gebied van de Koemanen en werd de naam veranderd naar Matarcha, om door de Mongolen halverwege de 13e eeuw te worden veroverd en hernoemd tot Matrika. In de 14e eeuw werd het een kolonie van de Republiek Genua onder de naam Matrega, die echter in de 15e eeuw weer verviel. 
In 1792 kwamen ten zuiden van de plek waar Hermonassa ooit stond kozakken van de Zaporozje-vojsko om zich er te vestigen. Dit werd een nederzetting onder de naam Taman en vormde het begin van de Zwarte Zee-Kozakken (later Koeban-Kozakken). Tegenwoordig vormt Taman een klein kozakkendorpje (stanitsa).